# Доброго ранку, ми з Маріуполя!
«Доброго ранку, ми з Маріуполя» — волонтерський гуманітарний хаб у місті Дніпро, створений у березні 2022 року маріупольцями разом із Донецькою єпархією ПЦУ та організацією Eleos-Donetsk. Хаб забезпечує внутрішньо переміщених осіб (ВПО) продуктовими й гігієнічними наборами, одягом і базовими медикаментами, надає правову, психологічну та соціальну підтримку; окремі команди довозять допомогу у прифронтові громади та підтримують військових небойовими засобами.

## Історія створення
Група священників і волонтерів ПЦУ з Маріуполя на чолі з отцем Романом Перетятьком та його сестрою Мариною після виходу з блокадного міста об'єднала в Дніпрі спільноту переселенців і у березні 2022 року запустила регулярні роздачі допомоги. Масштаби зростали від десятків до сотень наборів на добу; сформувалася команда волонтерів, переважно маріупольців. Надалі хаб інтегрувався в мережу Елеос-Україна, яка є офіційним представником Синодального Управління соціального служіння та благодійності Православної Церкви України. Це стабілізувало постачання і розширило перелік послуг.
Приміщення та територію для хабу надали дніпровські підприємці — брати Едуард і Владислав Малій.
Оскільки більшість волонтерів хабу — переселенці з Маріуполя, то основним принципом допомоги тут вважають «рівний — рівному». Сам хаб волонтери називають «вуликом».

## Напрями і проєкти

### Гуманітарна допомога ВПО
Хаб формує продуктові й гігієнічні набори, видає теплий одяг, ковдри, базові ліки та окремі дитячі пакунки; повторне отримання зазвичай можливе раз на 4 тижні за наявності довідки ВПО. У пікові періоди волонтери фасували сотні наборів за одну роздачу; через центр пройшли десятки тисяч отримувачів допомоги від 2022 року. Eleos-Ukraine повідомляє про середні показники на рівні близько 250 сімей щодня і про запуск електронної реєстрації та гарячої лінії для маломобільних груп. На локації працюють консультанти (психолог, юрист, соціальні й медичні працівники), а священнослужителі ПЦУ забезпечують духовну опіку відвідувачів.
У 2022 році на території хабу працювала безкоштовна кухня для переселенців.

### Допомога прифронтовим громадам
Команда доставляє гуманітарні вантажі у прифронтові громади та на щойно деокуповані території. Публікації описують виїзди мобільних груп до Лиманської громади (зокрема, села Ярова) та інші «гарячі точки» Донбасу, де забезпечують дітей і сім'ї базовими речами, у тому числі для дистанційного навчання. До зимових свят хаб організовує збір і доставку подарунків дітям з прифронтових територій (Нікополь, Харківщина, Херсонщина, Сумщина).

### Допомога військовим
Волонтери передають підрозділам ЗСУ небойові засоби: спорядження, харчі, воду, засоби гігієни та медикаменти; окремі ініціативи спрямовані на забезпечення медичних закладів приладами для лікування поранених військових і цивільних у прифронтових областях.

### Правова, психологічна та соціальна підтримка
На базі хабу діють безоплатні консультації (правові, психологічні, соціальні та первинні медичні). Команда допомагає з відновленням документів, оформленням статусу ВПО і соціальних виплат, проводить просвітницькі події за участі правозахисників і модераторів Docudays UA. На базі хабу відкрили «книжкову полицю» сучасної української літератури для ВПО.

### Сприяння евакуації та супровід переселенців
Мережа Eleos-Ukraine організовує евакуаційні рейси з прифронтових районів; прибулі до Дніпра отримують первинну допомогу в хабі, далі їх супроводжують до безпечніших регіонів або місць тимчасового розміщення.

## Партнери
Хаб працює у складі мережі Eleos-Ukraine та співпрацює з низкою українських і міжнародних організацій. Довгостроковим стратегічним партнером є Johanniter International Assistance (Німеччина), завдяки якому мережа реалізує евакуацію, ваучерні програми та роздачі в Дніпропетровській області й інших регіонах; Eleos-Donetsk системно дякує Johanniter як партнеру хабу у Дніпрі. Важливим партнером виступає також «Сумка самарянина» (США).
Програмну й технічну допомогу для електронної реєстрації та гарячої лінії надавав Фонд «Східна Європа» в межах програми «Спільнодія» за кошти ЄС. Постійними благодійниками є корейські церковні та громадські ініціативи, об'єднані навколо South–North Peace Foundation (Сеул), які фінансують гуманітарні програми у співпраці з Eleos-Ukraine (у тому числі щомісячні внески на адресні проєкти). Американські партнери з Української православної церкви США підтримують гуманітарні ініціативи ПЦУ, зокрема, архієпископ Даниїл регулярно надсилає допомогу хабу. Регіональні органи влади (зокрема Донецька ОДА) сприяють комунікації з громадами.

## Визнання
26 червня 2023 року команда хабу отримала подяку від голови Донецької ОДА Павла Кириленка, а митрополит Донецький і Маріупольський Сергій — нагородою Президента «За оборону України».
20 червня 2025 року голова Донецької ОДА Вадим Філашкін вручив владиці Сергію відзнаку голови Ради оборони Донеччини та щойно надруковану книгу «Донеччина. Східний форпост України».
Волонтер хабу Богдан Павлів отримав відзнаку міського голови Дніпра «Молодь Дніпра вражає».
Українські медіа називають хаб одним із найбільших осередків допомоги переселенцям у країні в 2022—2023 роках.